# Kilan
Kilan è una piccola cittadina di circa 3 000 abitanti a est di Tehran, Iran. Il nome significa - secondo i nativi - luogo dei re. Nella zona di montagna di Kilan, sono stati trovati resti di persone che vi abitavano circa diciottomila anni fa, e tutte le montagne intorno alla città, come Dar Ali, sono disseminati di resti del cenozoico.